# Mordoğan, Karaburun
Mordoğan là một thị trấn thuộc huyện Karaburun, tỉnh İzmir, Thổ Nhĩ Kỳ. Dân số thời điểm năm 2010 là 3.271 người.